# 波氏绯蛛
波氏绯蛛（学名：Phlegra potanini）为跳蛛科绯蛛属的动物。分布于蒙古以及中国大陆的甘肃、北京、陕西、山东、河南、安徽、浙江、湖南、四川等地，多生活于稻田。该物种的模式产地在甘肃。